# Nighttime Birds
Nighttime Birds – czwarty album studyjny zespołu The Gathering wydany nakładem Century Media Records w 1997 roku.

## Lista utworów
1. "On Most Surfaces (Inuit)" – 6:55
2. "Confusion" – 6:33
3. "The May Song" – 3:44
4. "The Earth Is My Witness" – 5:31
5. "New Moon, Different Day" – 6:06
6. "Third Chance" – 5:25
7. "Kevin's Telescope" – 3:23
8. "Nighttime Birds" – 7:02
9. "Shrink" – 4:02

### Edycja dwupłytowa (2007)
CD1
1. "On Most Surfaces (Inuit)"
2. "Confusion"
3. "The May Song"
4. "The Earth Is My Witness"
5. "New Moon, Different Day"
6. "Third Chance"
7. "Kevin's Telescope"
8. "Nighttime Birds"
9. "Shrink"
10. "The May Song (Radio Edit)"
11. "The Earth Is My Witness (Edit)"
12. "Confusion (Live In Kraków)"
13. "The May Song (Live In Kraków)"
14. "New Moon, Different Day (Live In Kraków)"
15. "Adrenaline (Live In Kraków)"

(Utwory 10 i 11 znalazły się oryginalnie na minialbumie The May Song. Utwory 12-15 pochodzą z albumu DVD In Motion.)
CD2
1. "New Moon, Different Day"
2. "Kevin's Telescope (Instrumental)"
3. "Shrink"
4. "The Earth Is My Witness"
5. "Diamond Box" (Instrumental)"
6. "Nighttime Birds"
7. "On Most Surfaces"
8. "Hjelmar's (Instrumental)"
9. "In Power We Entrust The Love Advocated (cover Dead Can Dance)"
10. "When The Sun Hits (cover Slowdive)"
11. "Confusion (Demo/Eroc session)"
12. "Shrink (Alternative version)"
13. "Adrenaline"
14. "Third Chance (Alternative version)"

## Listy sprzedaży
| Lista   | Kraj     | Pozycja |
| ------- | -------- | ------- |
| Top 100 | Holandia | 12      |